# Pampa (vlakte)

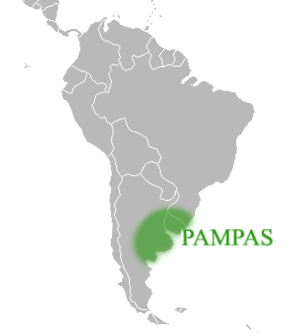
Het gebied van de pampa's

Pampa is de naam voor een subtropisch natuurlijk grasland dat in Zuid-Amerika voorkomt. De pampa bestaat uit vruchtbare vlakten, die over een gebied van de Atlantische Oceaan tot aan de Andes een gebied van bijna 800.000 km² beslaan, voornamelijk in Argentinië, het uiterste zuiden van Brazilië en eigenlijk geheel Uruguay. Binnen de pampa bestaan er verschillen qua bijvoorbeeld mate van droogte.
Het woord pampa komt uit het Quechua (een inheemse taal), waar het "vlakte" betekent. De pampa is het traditionele leefgebied van de gaucho’s, de Argentijnse equivalent van de cowboy.
Pampa’s zijn ontstaan in het Eoceen, de periode in de geologische geschiedenis waarin grassen voor het eerst opkwamen. Voorheen waren er geen planten die grassen genoemd worden.

## Klimaat
Het droge seizoen is in de zomer; op het zuidelijk halfrond in december. Het waait vrijwel constant en het klimaat is vochtig en warm. Volgens de klimaatdefinitie van Köppen, zijn er drie verschillende klimaten te vinden op de pampa. Het grootste deel van de pampa heeft een vochtig subtropisch klimaat (Cfa). Daarnaast is er een deel dat een gematigd zeeklimaat heeft (Cfb) en een deel dat een koud steppeklimaat heeft (BSk).

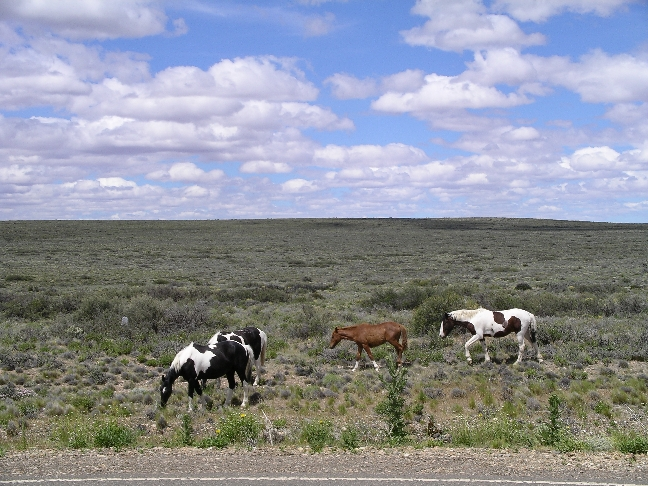
De pampa
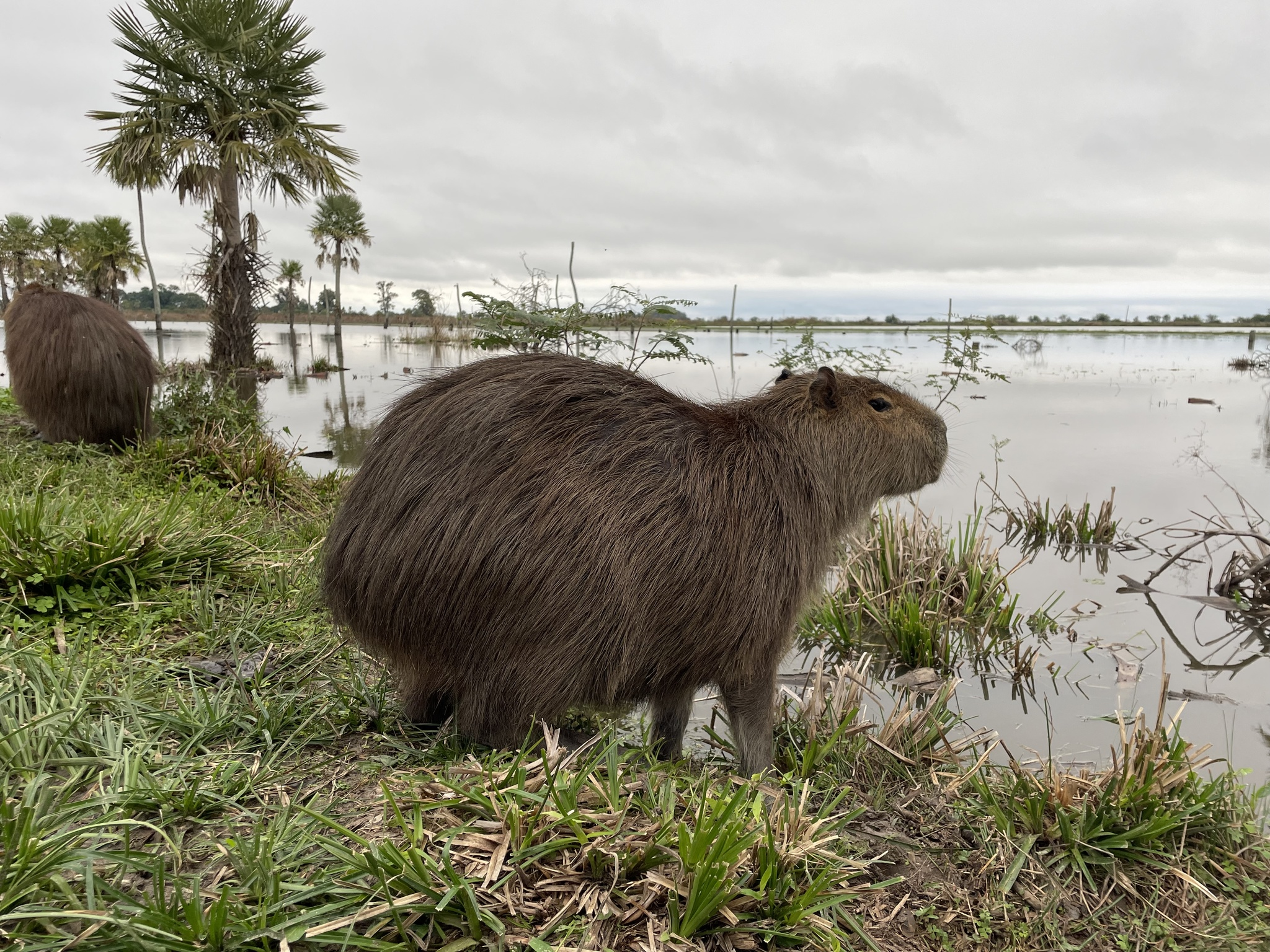
Capibara

## Flora en fauna
De pampa kent een grote soortenrijkdom. De planten en dieren die de pampa bevolken, hebben zich in de loop der tijd helemaal aangepast aan het leven op winderige grasvlaktes. Daardoor zijn veel dieren ondergronds gaan leven. De holenuil bouwt zijn nest zelfs in graafgangen. Delen van de pampa zijn begroeid met amaranten, waterlelies en riet. Normaal gesproken zijn dit planten die een zeer vochtige omgeving nodig hebben, maar deze hebben zich helemaal aangepast aan de drogere pampa’s. Bosbranden, aangewakkerd door de harde wind hebben veel van de boomgroei gestopt. Van de grassen, waaronder het bekende pampasgras, die onder de grond gewoon blijven bestaan, verbrandt slechts het bovenste gedeelte. De ombuboom is de enige die zich heeft aangepast en zich kan beschermen tegen bosbranden.
De dierenwereld bestaat uit vogels (vooral vinken) en grazende hoefdieren zoals de guanaco (een soort lama) en het pampahert. Onder de knaagdieren vinden we de mara, de viscacha en de capibara, 's werelds grootste knaagdier. Ook nandoes, varkenssnuitskunks, pampakatten, gordeldieren en manenwolven bevolken de pampa. Veel soorten worden echter met uitsterven bedreigd; zo’n 15 soorten zoogdieren, 20 vogelsoorten en 15 plantensoorten.

## Cultivering
Het vochtige ecosysteem van de pampa vormt een van de best te begrazen vlaktes ter wereld. De relatief dikke en vruchtbare bodem zorgt ervoor dat een groot deel van de pampa is gecultiveerd en tot akkerland is gemaakt. Hierdoor is de oorspronkelijke vegetatie op sommige plaatsen verdwenen. Ook veeteelt en huisdieren hebben in sommige gebieden de oorspronkelijke vegetatie laten verdwijnen of er een grote invloed op gehad.